# Amtsgericht Jarotschin
Das Amtsgericht Jarotschin war ein preußisches Amtsgericht mit Sitz in Jarotschin (Provinz Posen).

## Geschichte
Das königlich preußische Amtsgericht Jarotschin wurde mit Wirkung zum 1. Oktober 1879 als eines von acht Amtsgerichten im Bezirk des Landgerichtes Ostrowo im Bezirk des Oberlandesgerichtes Posen gebildet. Der Sitz des Gerichtes war   Jarotschin. Sein Gerichtsbezirk umfasste aus dem Kreis Pleschen die Stadtbezirke Jarotschin und Neustadt an der Warthe und die Polizeidistrikte Jarotschin, Kotlin und Neustadt an der Warthe. Am Gericht bestanden 1880 drei Richterstellen. Das Amtsgericht war damit ein mittelgroßes Amtsgericht im Landgerichtsbezirk. Der Amtsgerichtsbezirk kam aufgrund des Versailler Vertrages 1919 zu Polen, und das Amtsgericht stellte seine Arbeit ein. An seine Stelle trat das polnische Sąd Powiatowy w Jarocinie. Im Jahre 1939 wurde Polen deutsch besetzt. Im Rahmen der Neuorganisation der Gerichte in Ostdeutschland und im ehemaligen Polen wurden das Amtsgericht Jarotschin neu gebildet, nun aber dem Landgericht Lissa zugeordnet.
Im Jahre 1945 wurde der Amtsgerichtsbezirk unter polnische Verwaltung gestellt, und die deutschen Einwohner wurden vertrieben. Damit endete auch die Geschichte des Amtsgerichtes Jarotschin. Unter polnischer Verwaltung entstand das Sąd Rejonowy w Jarocinie (1950–1975: Sąd Powiatowy w Jarocinie).